# Bensdorfer Mühle
Die Bensdorfer Mühle ist ein gewerblich betriebene Mühle im zur Gemeinde Bensdorf gehörenden Dorf Altbensdorf im Westen des Landes Brandenburg. Sie wird elektrisch betrieben.

## Geschichte

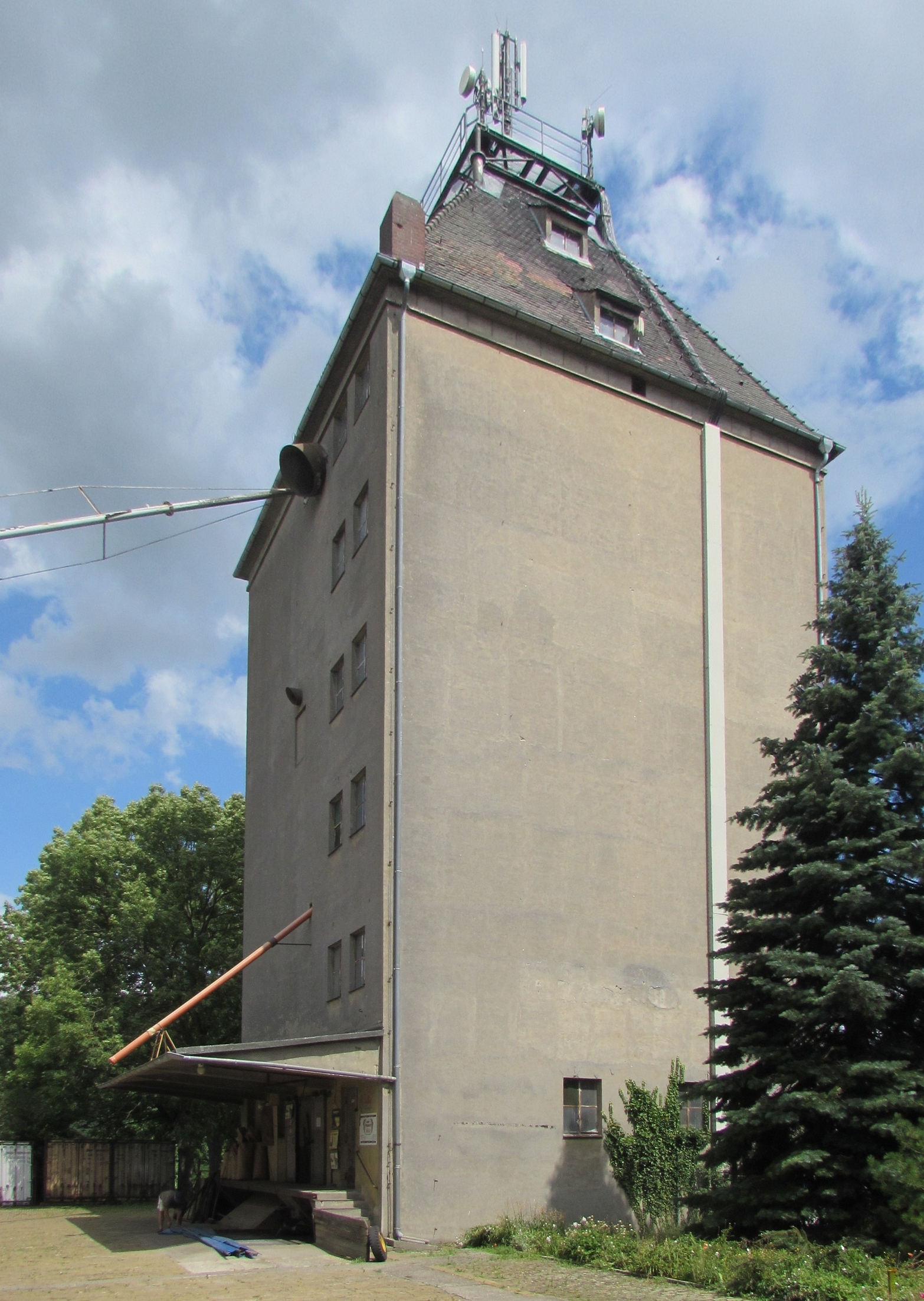
Das Getreidesilo der Bensdorfer Mühle

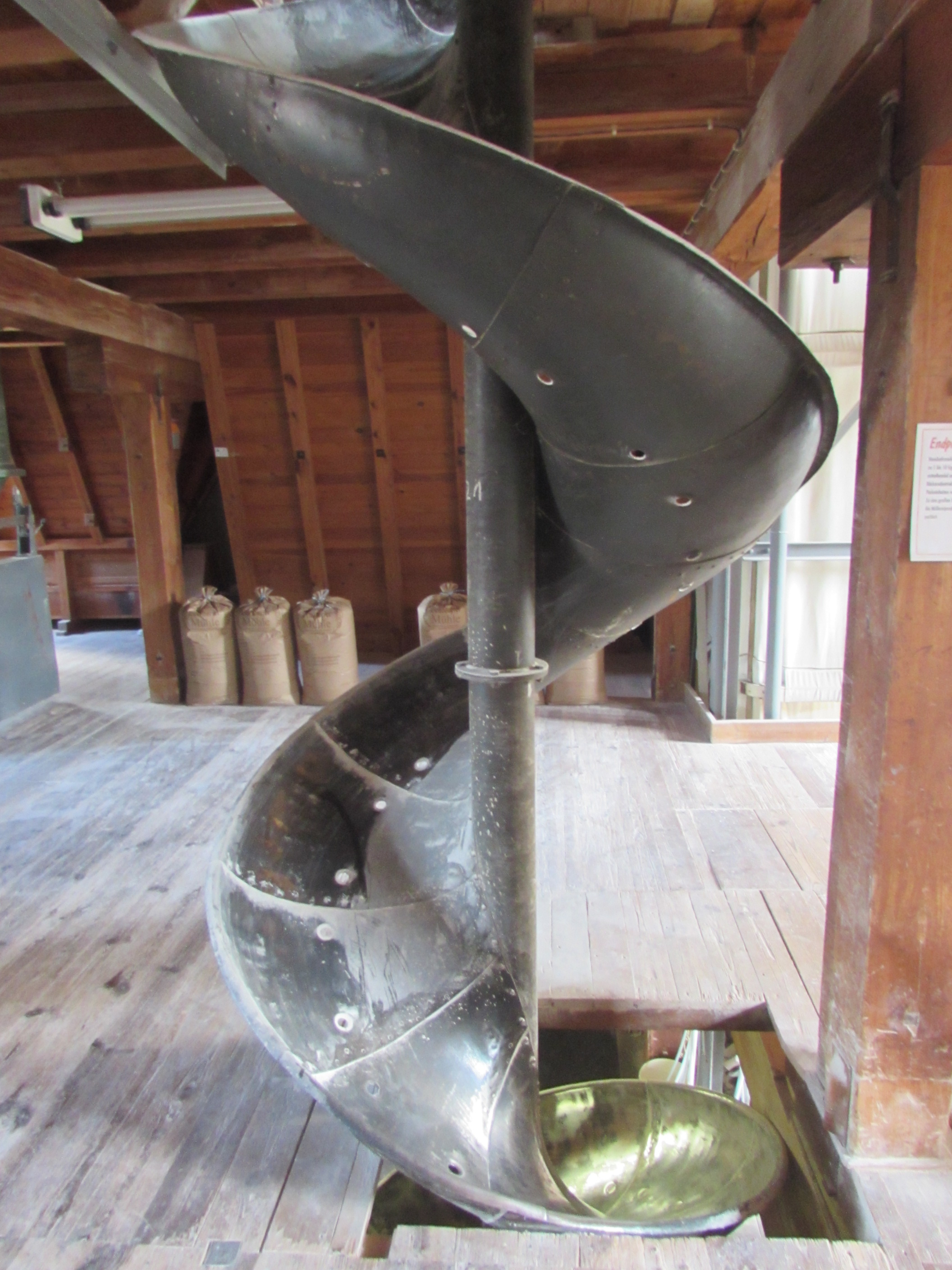
Sackrutsche in der Bensdorfer Mühle

Im Jahr 1780 wurde in Bensdorf eine Windmühle beschrieben. 1829 wurde eine Windmühle
eingeweiht, die nördlich des Dorfes stand. Gründer des Mühlenbetriebs war Georg Christian Friedrich Sengespeick (* 1804;
† 1884). Ihm folgte sein Sohn Karl Wilhelm Ferdinand Sengespeick (* 1833; † 1901). Die Windmühle bestand mindestens bis 1891, brannte in der Folge jedoch ab. Daraufhin wurde an neuem Standort, an der Lindenstraße, eine erste Dampfmühle gebaut. Der Bau der Dampfmühle geht auf Karl Friedrich Ferdinand Franz Sengespeick (* 1868; † 1939) zurück. Das Baujahr ist unbekannt. Die erste Dampfmühle wurde unmittelbar an das Wohnhaus auf dem Mühlengrundstück angebaut.
Am 11. Juni 1911 kam es zu einem Brand, worauf noch am selben Tag die Freiwillige Feuerwehr Altbensdorf gegründet wurde. Im folgenden Jahr, am 5. Juli 1912, brannten dennoch das Wohnhaus und die Mühle nieder. Noch 1912 wurden von Franz Sengespeick am selben Standort ein neues Wohnhaus und eine neue Dampfmühle, diesmal in Abstand zueinander, aufgebaut. Die neue Dampfmühle war mit einer Tagesleistung von 20 Tonnen die größte Mühle im damaligen Landkreis Jerichow II. Franz Sengespeicks Sohn Ferdinand Franz Erich Sengespeick (* 1902; † 1976) ließ 1935 auf dem Mühlengelände einen 1000 Tonnen fassenden Getreidespeicher errichten. Dieser wurde massiv gemauert und hat die Maße Länge mal Breite 12 Meter mal 12 Meter und eine Höhe von 32 Meter. Mit dieser Höhe ist der Speicher das höchste Bauwerk im Dorf und überragt den nahe gelegenen Turm der Dorfkirche Altbensdorf.
1940 wurde die Umrüstung der Mühle auf elektrischen Betrieb beschlossen. Die nötigen Materialien wurden besorgt. Jedoch konnte der Umbau aufgrund des Zweiten Weltkrieges zunächst nicht bewerkstelligt werden. Nach dem Kriegsende wurde der Mühlenbesitzer Erich Sengespeick am 30. September 1946 enteignet und die Mühle kam zunächst in treuhänderische Verwaltung. Die Elektrifizierung erfolgte schließlich von 1946 bis 1947. 1948 arbeiteten 24 Menschen in der Mühle.
In den folgenden Jahrzehnten in der DDR wechselte wiederholt die Trägerschaft. So kam die Mühle 1949 zunächst an die Industriewerke Sachsen-Anhalt, ehe sie ab 1950 von der Konsumgenossenschaft betrieben wurde. Innerhalb der Genossenschaft waren Träger 1950 Konsumgenossenschaftsverband Sachsen-Anhalt, 1952 Konsum Mühlen Magdeburg – Sachsen-Anhalt, 1955 Konsumgenossenschaftsverband Stadt und Kreis Brandenburg eGmbH, 1967 Konsumgenossenschaftsverband Kreis Brandenburg Land eGmbH, 1967 Konsum-Mühlen Rathenow, 1980 Konsum-Backwarenkombinat Potsdam, 1988 Konsum-Mühlen Rathenow – Betrieb des Konsum Süß- und Dauerbackwaren-Kombinates Markkleeberg. Müllermeister war unter anderem Kurt Xenodochius (* 1920; † 2000).
Mit dem Ende der DDR und den folgenden Umstrukturierungen übernahm 1990 zunächst das Bundesvermögensamt die Bensdorfer Mühle. Im Gegensatz zu viele Mühlen des Landkreises Brandenburg, die stillgelegt wurden, gelang in Bensdorf der Übergang in die private Marktwirtschaft. 1994 erwarb Bernd Xenodochius die Mühle und betreibt sie seither. 1998 wurde auf dem Getreidesilo der Mühle eine Mobilfunkstation der Viag Interkom (O2) errichtet.
Mit der Etablierung der ökologischen Landwirtschaft passte man den Betrieb in Bensdorf diesem Wandel an. So werden seit 1991 ökologische Getreide angekauft, gereinigt und vermahlen. Das Produktionssortiment umfasst beispielsweise Backschrot und Vollkornmehle aus Roggen und Weizen sowie alle Typenmehle aus Roggen. 2015 ist die Bensdorfer Mühle eine von nur noch zwei gewerblich betriebenen Getreidemühlen im Altkreis Brandenburg, wobei die Schließung der Mühle in Groß Kreutz altersbedingt geplant ist. In der Bensdorfer Mühle werden bei vorheriger Anmeldung Führungen angeboten. Ein Werksverkauf findet statt. Vier Mitarbeiter arbeiten im Mühlenbetrieb.